# Гіршфельд (Тюрингія)
Гіршфельд (нім. Hirschfeld) — громада в Німеччині, розташована в землі Тюрингія. Входить до складу району Грайц. Складова частина об'єднання громад Ам-Браметаль.
Площа — 3,74 км2. Населення становить 102 ос. (станом на 31 грудня 2021).

## Галерея

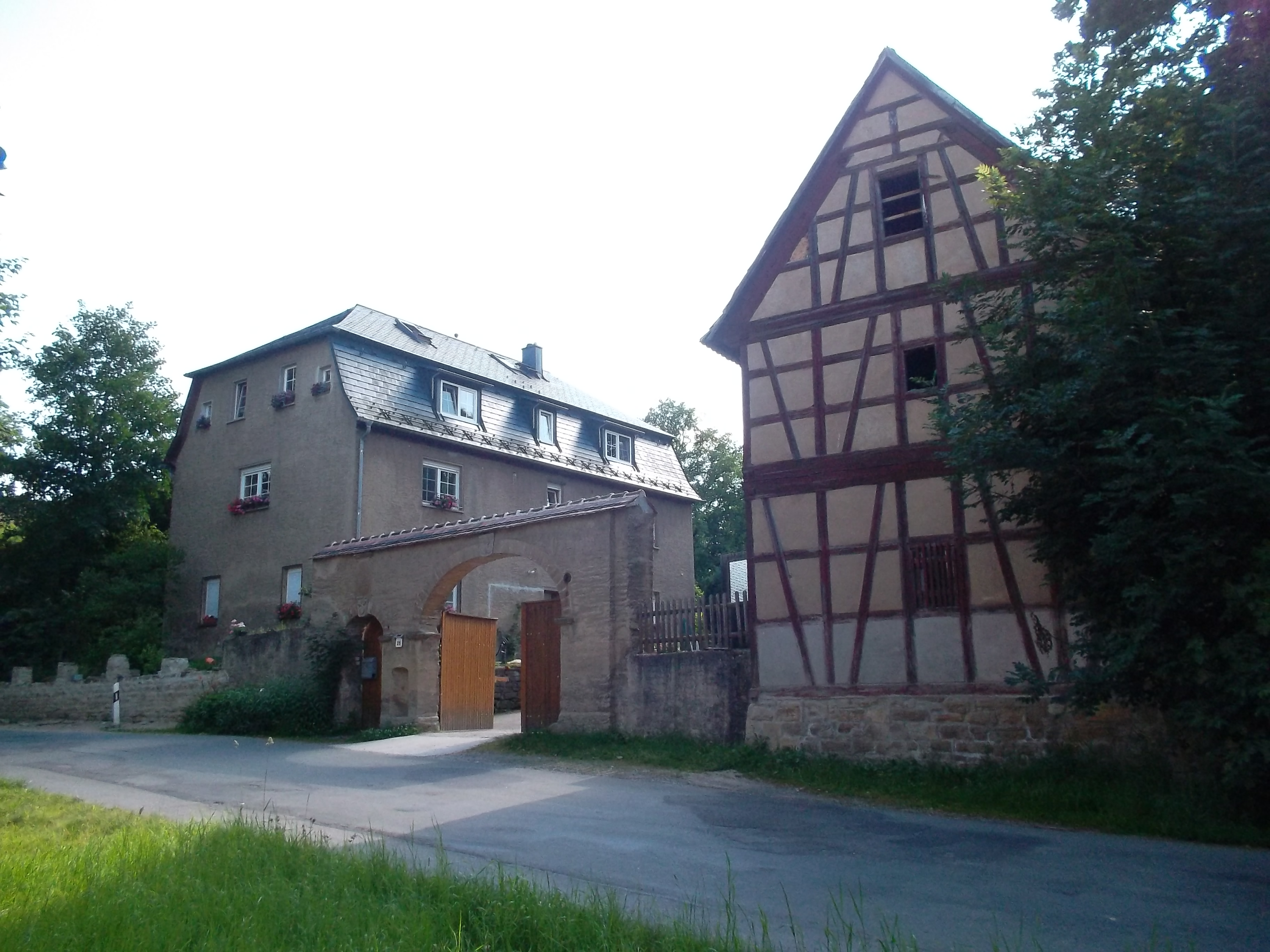
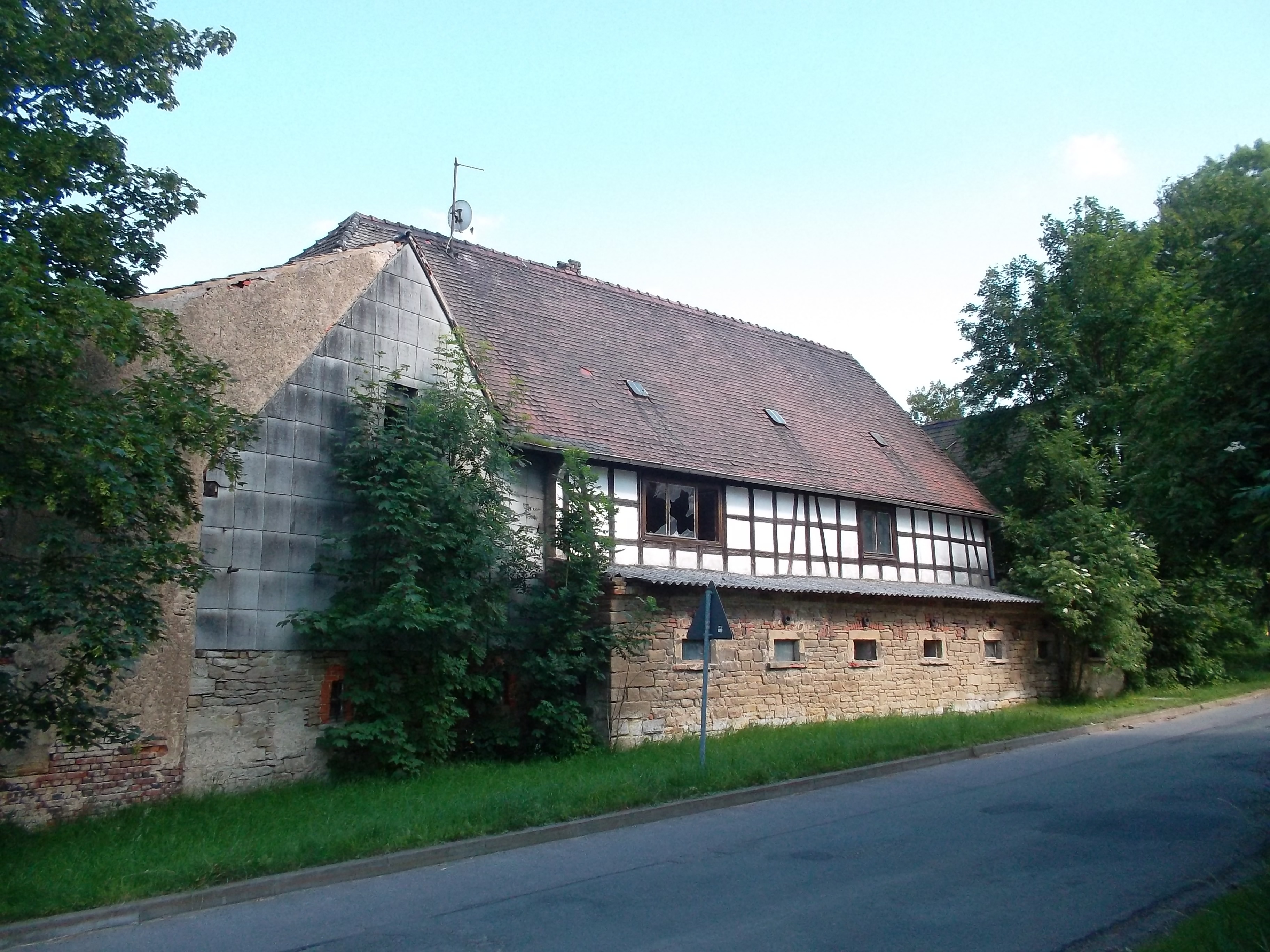
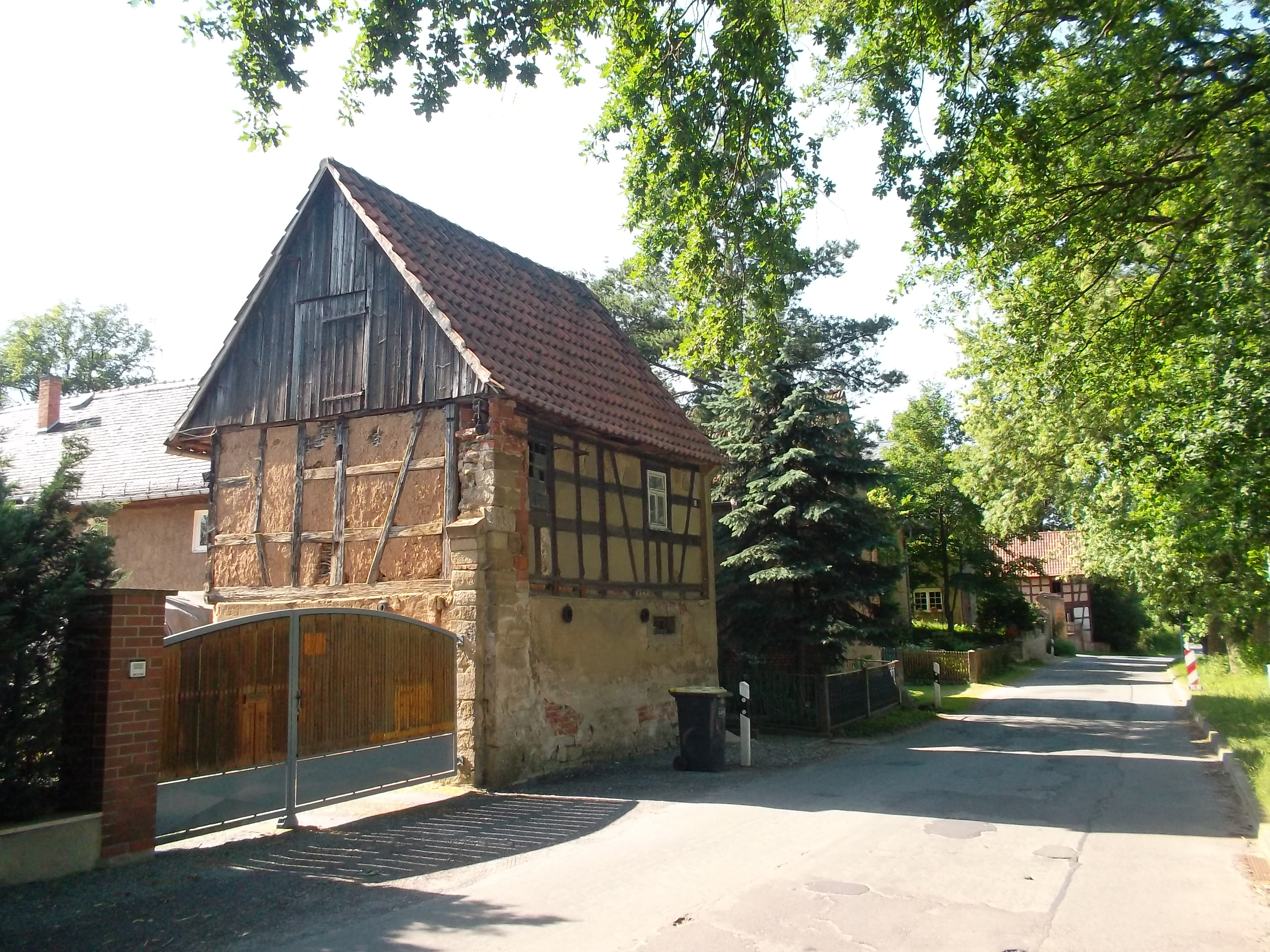
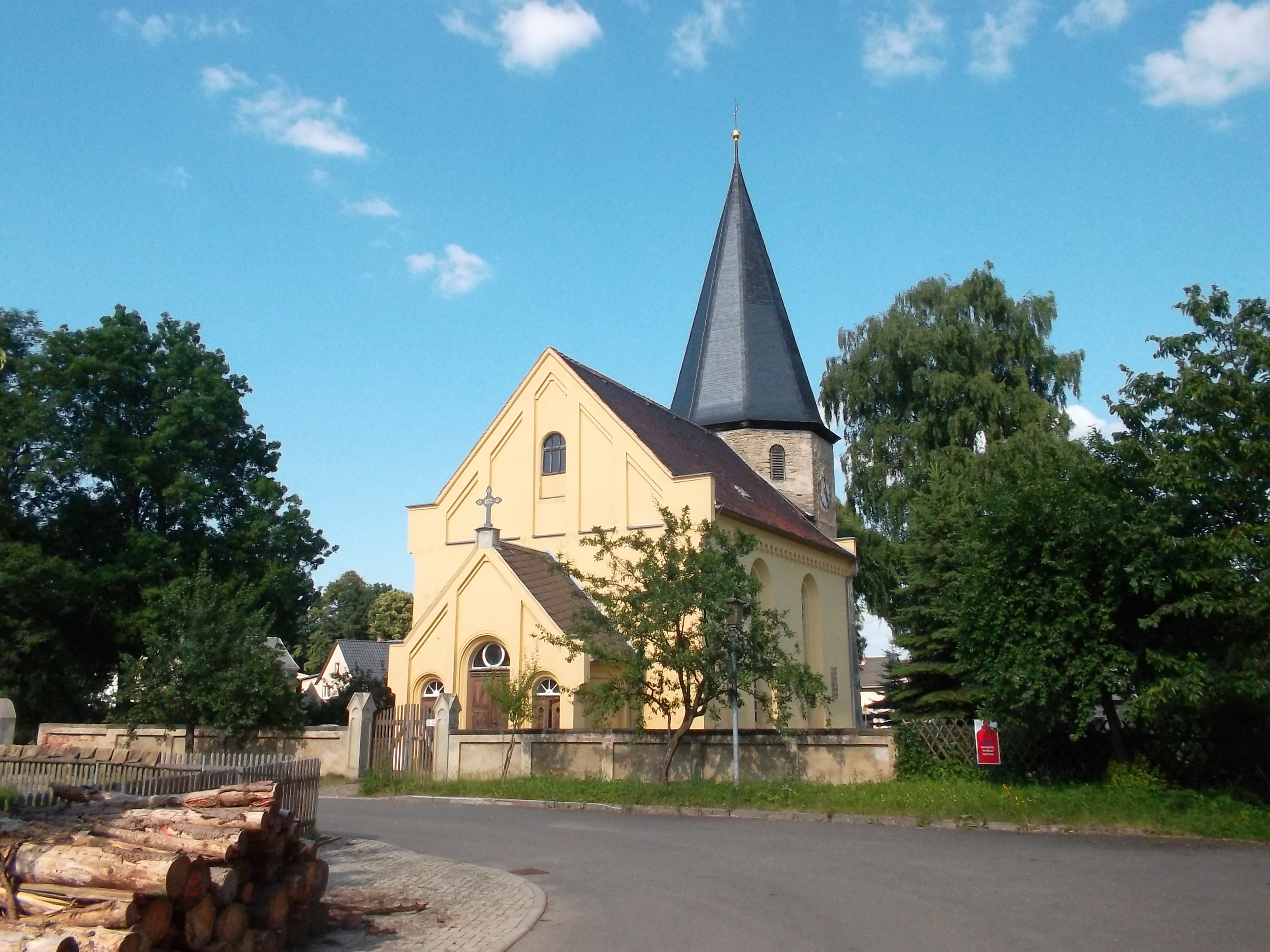